# Чёрная (приток Ладомирки)
Чёрная — река в России, протекает в Демянском районе Новгородской области, устье реки находится в Марёвском районе. Исток реки находится у деревни Заболотье Жирковского сельского поселения (бывшего Тарасовского сельского поселения). Далее река течёт на запад до нежилой деревни Чёрное, там поворачивает на север, затем на северо-запад. Устье реки находится в 20 км по правому берегу реки Ладомирка. Длина реки составляет 14 км.

## Данные водного реестра
По данным государственного водного реестра России относится к Балтийскому бассейновому округу, водохозяйственный участок реки — Ловать и Пола, речной подбассейн реки — Волхов. Относится к речному бассейну реки Нева (включая бассейны рек Онежского и Ладожского озера).
Код объекта в государственном водном реестре — 01040200312102000022042.